# Kalkoven 't Rooth

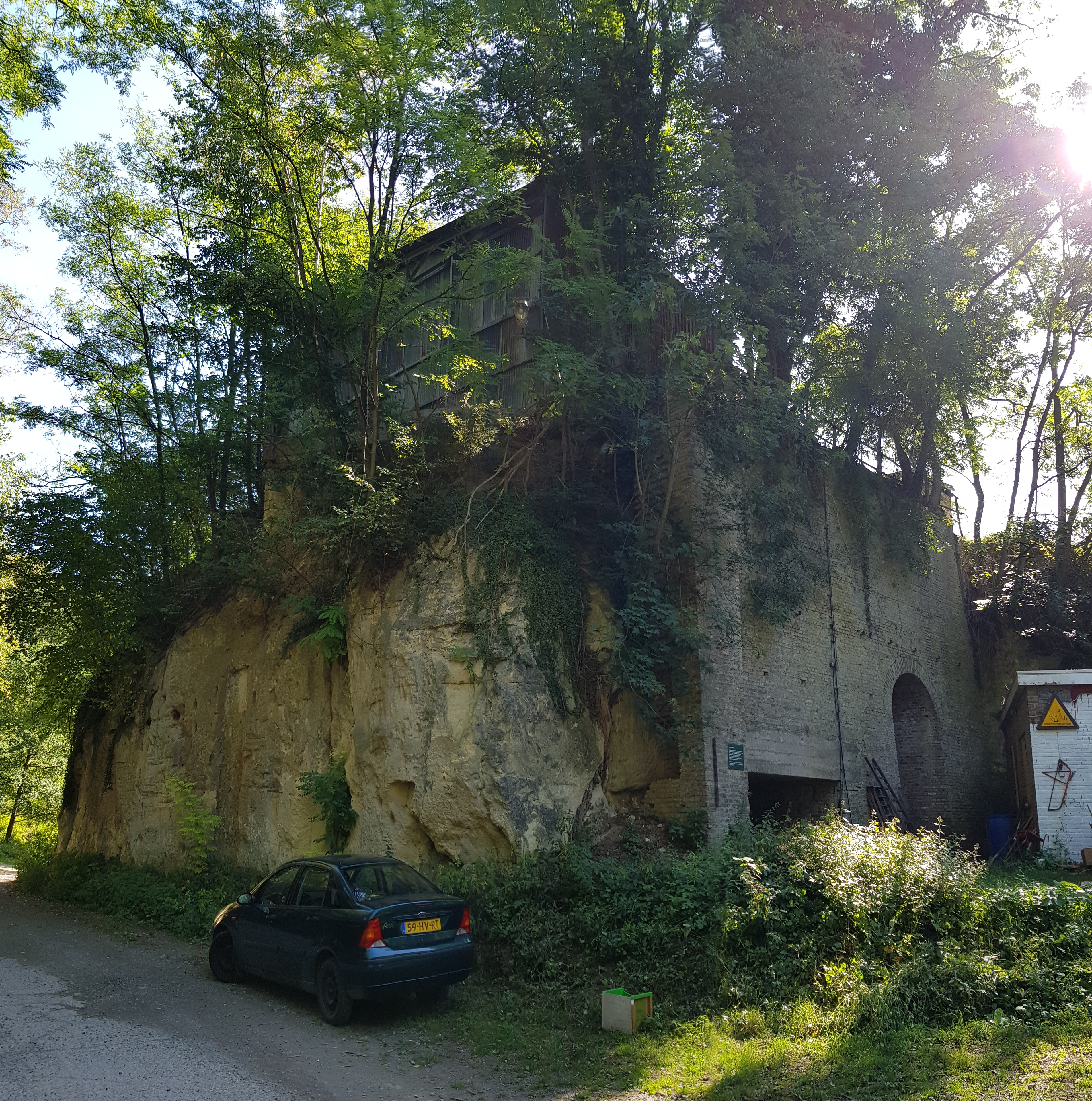
Kalkoven 't Rooth

De Kalkoven 't Rooth is een kalkbranderij in de Nederlandse gemeente Eijsden-Margraten in Zuid-Limburg. Het bouwwerk staat ten zuidoosten van Bemelen in de Groeve 't Rooth, op ongeveer 200 meter van het ingangshek van de groeve. Vlak buiten het ingangshek staat de Kalkoven De Valk.

## Geschiedenis
In 1939 werd de kalkbranderij in gebruik genomen en werd geëxploiteerd door de eigenaren van de groeve.
In 1946 werd de kalkbranderij stopgezet.

## Kalkoven
De kalkoven heeft twee ovenmonden.

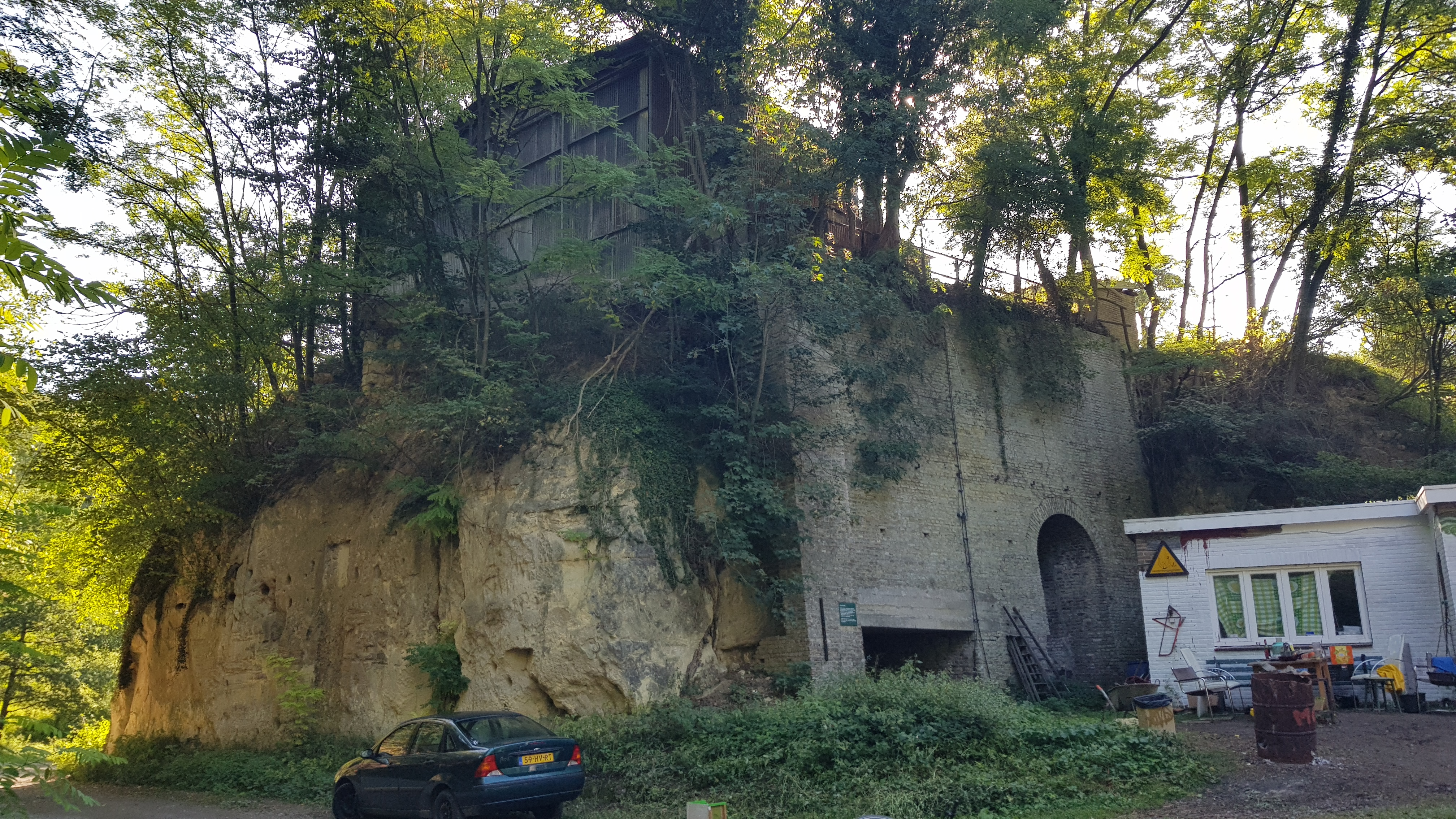
de kalkoven met achterliggende heuvel
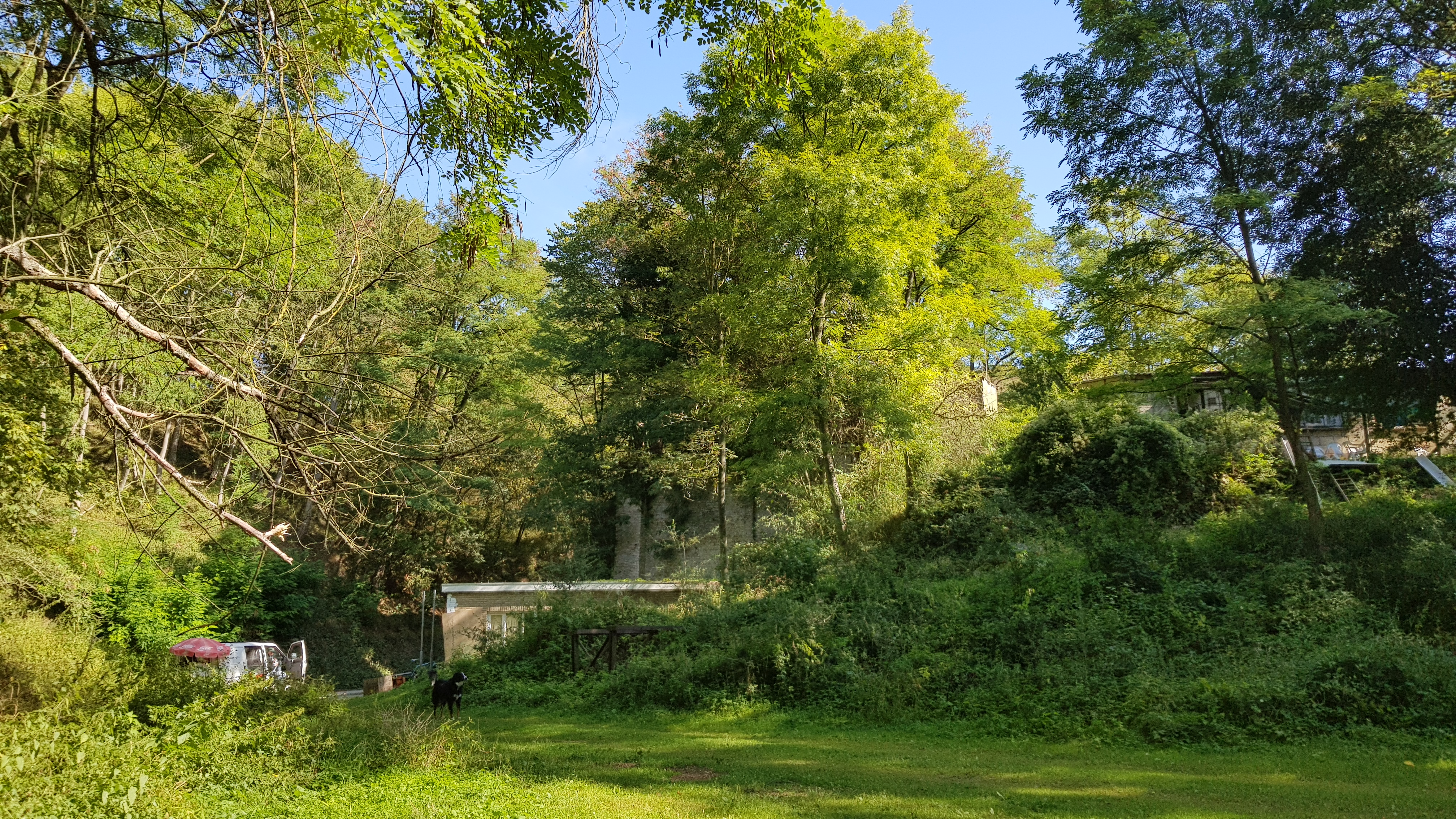
de kalkoven vanuit het zuidwesten gezien
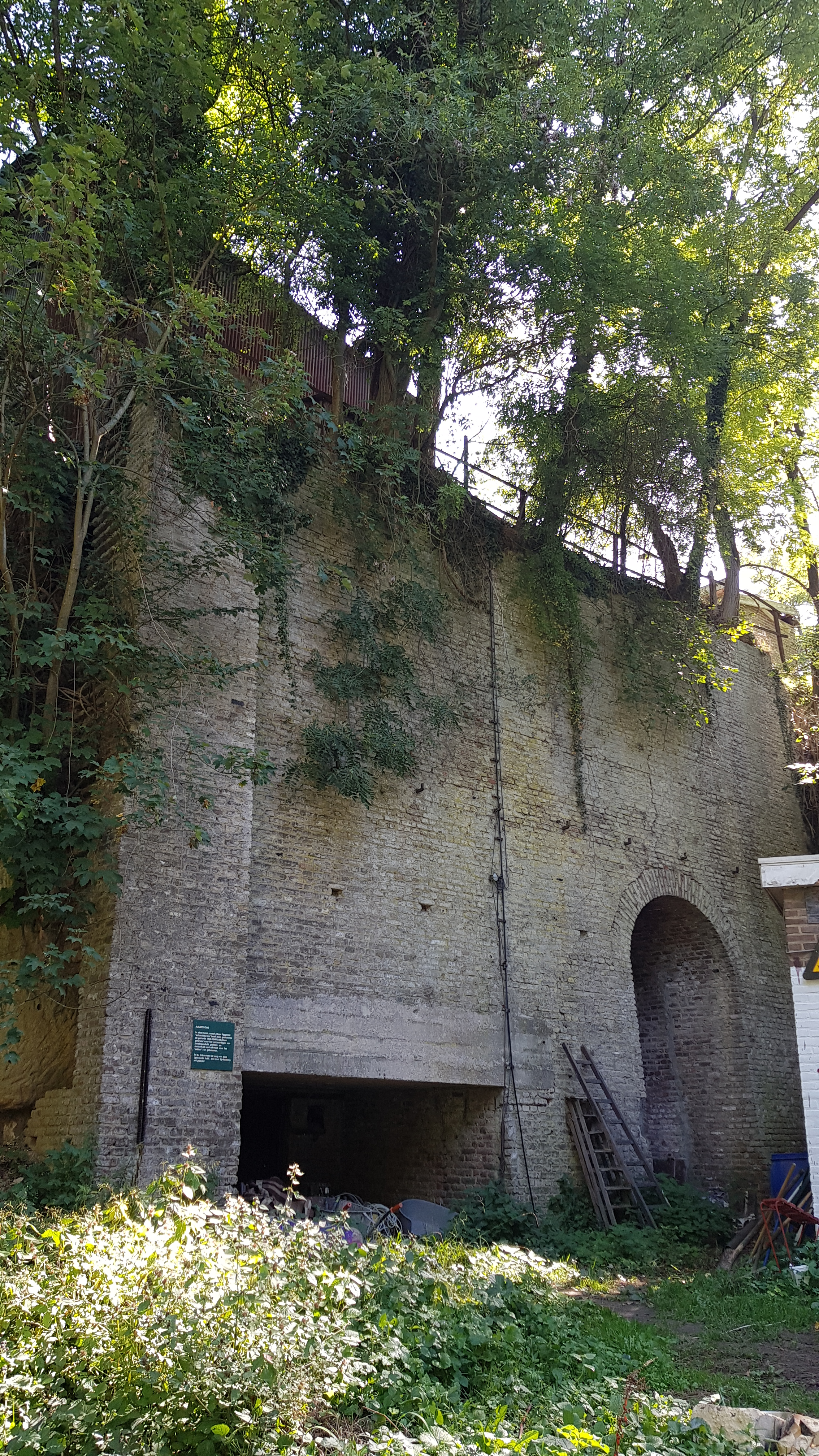